# Jenny, Juno
Pour plus de détails, voir Fiche technique et Distribution.
Jenny, Juno (제니, 주노) est un film sud-coréen réalisé par Kim Ho-joon, sorti le 18 février 2005.

## Synopsis
Jenny et Juno, deux élèves de 15 ans passent une nuit de romance qui a des conséquences dramatiques sur leurs vies, puisque Jenny tombe enceinte. Après une réflexion prudente, les deux futurs parents décident de garder le bébé. Cependant, ils décident également de cacher la grossesse à tout le monde, y compris leurs familles. Mais combien de temps vont-ils être capables de cacher la vérité à leurs parents ?

## Fiche technique
- Titre : Jenny, Juno
- Titre original : 제니, 주노
- Réalisation : Kim Ho-joon
- Scénario : Kim Ho-joon
- Production : Choi Sun-sik
- Musique : Choi Man-sik
- Photographie : Kim Dong-cheon
- Montage : Park Sun-deok
- Pays d'origine : Corée du Sud
- Langue : coréen
- Format : Couleurs - 1,85:1 - Dolby Digital - 35 mm
- Genre : Comédie dramatique, romance
- Durée : 108 minutes
- Date de sortie : 18 février 2005 (Corée du Sud)

## Distribution
- Park Min-ji : Jenny
- Kim Hye-sung : Juno
- Im Dong-jin : Le père de Jenny
- Kim Ja-ok : La mère de Jenny
- Seo Min-jung : La sœur de Jenny
- Kang Nam-gil : Le père de Juno
- Lee Eung-kyung : La mère de Juno
- Choi Min-joo : Hwa-kyung
- Jung Hwa-young : Mi-ja